# Wigand Kahler

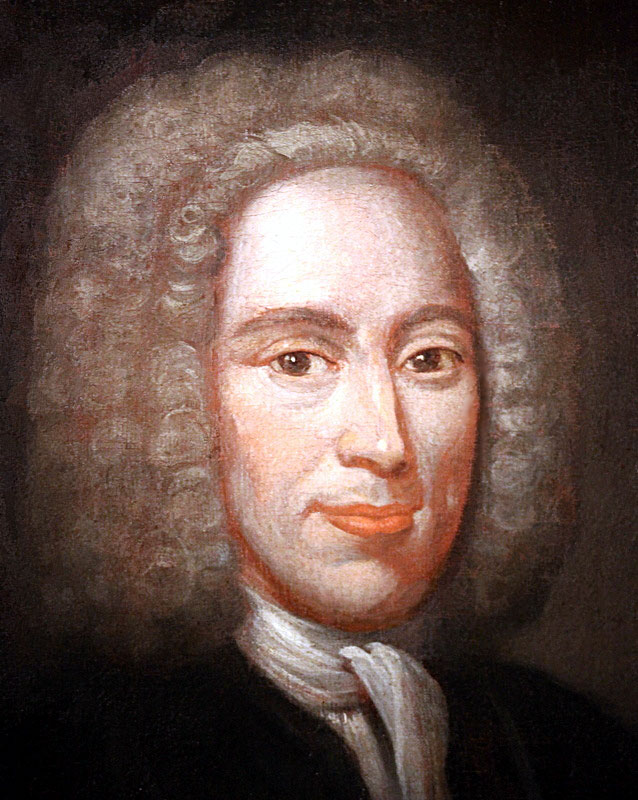
Wigand Kahler

Wigand Kahler (* 27. März 1699 in Wollmar; † 14. November 1747 in Rinteln) war ein deutscher evangelischer Theologe und Mathematiker.

## Leben
Kahler war der Sohn des Gerichtsschöffen Johann Hermann Kahler (* 1651 in Wollmar; † 21. März 1719 ebenda) und dessen Frau Catharina Antonius (* Wollmar; † 22. November 1712 ebenda). Nach anfänglicher Grundausbildung in seinem Geburtsort wurde er in Battenberg zwei Jahre lang ausgebildet. Am 5. Mai 1713 bezog er das Pädagogium der Universität Gießen, wo er die philosophischen Wissenschaften und Theologie studierte. Am 25. Oktober 1716 wechselte er an die Universität Rinteln, wo er seine philosophische und theologische Ausbildung fortsetzte. Nachdem er sich in Exter, Wollmar, Münchhausen und auf dem Christenberge im Predigen geübt hatte, erhielt er 1721 eine Stelle als Konrektor der Ratschule in Rinteln.
Nach zahlreichen Anstrengungen wurde er am 21. Januar 1727 Rektor der Bildungseinrichtung. Zudem erhielt er am 6. April 1727 eine Professur der Logik, Metaphysik und Dichtkunst an der Universität Rinteln. 1730 legte er diese Aufgaben nieder und wurde am 28. Januar 1730 zweiter Professor der Theologie und Mathematik der Rintelner Hochschule. Am 12. April 1731 erwarb er sich in Rinteln das Lizentiat der Theologie, übernahm am 2. Januar 1732 abermals die Professur der Dichtkunst und erhielt am 17. September 1745 das Ehrendoktorat der Theologie der Universität Göttingen. Zudem wurde er Mitglied der Deutschen Gesellschaft in Göttingen.

## Familie
Kahler verheiratete sich am 11. Juli 1723 mit Dorothea Elisabeth Koch (* 6. September 1701 in Rinteln; † 21. Februar 1778 in Grove), der Tochter des Rintelner Kaufmanns und Ratsherrn Conrad Philipp Koch und dessen Frau Margarethe Kiel. Aus der Ehe stammen zwölf Kinder:
- Anna Dorothea Kahler (* 13. Juni 1724 in Rinteln; † 20. Mai 1733 ebenda)
- Johann Philipp Kahler (* 9. Juni 1726 in Rinteln; † 13. Oktober 1792 in Grove) Mag. phil., Rektor Ratschule Rinteln, 1754 Pfarrer Grove-Rodenberg, ⚭ 20. Januar 1757 Anna Louise Breisner (* 3. August 1736 in Oldendorf; † 4. Juli 1814 in Sachsenhagen), Tochter des Kaufmanns Johann Wilhelm Beisner und dessen Frau Anna Sophie Regine Floto
- Friedrich Christian Kahler (* 27. November 1727 in Rinteln; † 7. Juni 1733 ebenda)
- Johann Engelhard Kahler  (* 10. Oktober 1729 in Rinteln; † 12. Juli 1804 ebenda) Dr., Prof. theol. und Superintendent Rinteln, ⚭ 4. November 1761 Friederike Eleonore Reuter (* Dezember 1740 in Lübbecke; † in Rinteln)
- Christine Kahler (* 3. Dezember 1730 in Rinteln; † 20. März 1733 ebenda)
- NN. Kahler (1733; Totgeburt)
- NN. Kahler (1734; Totgeburt)
- Gottlieb Kahler (* 10. Juli 1735 in Rinteln; † 5. September 1735 ebenda)
- Christine Charlotte Kahler (* 24. Juli 1736 in Rinteln; † 1736 ebenda)
- Gottwerth Kahler (* 5. September 1737 in Rinteln; † 15. August 1814 in Fuhlen) Pfarrer Fuhlen, ⚭ 5. Mai 1768 Catharina Dorothea Margarethe Blauel (* 24. August 1750 in Hannover; † 26. August 1814 in Fuhlen)
- Dorothea Wilhelmine Kahler (* 6. August 1741 in Rinteln; † 15. Februar 1777 ebenda) ⚭ 22. September 1770 mit Conrad Friedrich Bödeker
- Conrad Christian Kahler (* 30. Juni. 1743 in Rinteln; † 31. Januar 1745 ebenda)

## Werke (Auswahl)
- Statura prior sistens nonnulla verae trajectionis textus biblici exempla, ex IV. Evangelistis et Actis Apostolorum collecta, quae ordini suo atque constructioni reddere naturali, planumque, quoad ejus fieri potuit, sensum eruere conatus est. Rinteln 1725.
- Satura duplex de veris et fictis textus sacri trajectionibus ex IV Evangelistis et Actis Apost. collecta, quarum prior auctior multo prodit secunda vice, altera vero de fictis sive spuriis trajectionibus haud ita pridem promissa nunc accessit. Lemgo 1728.
- Diss. de foederibus, prima. Rinteln 1731.
- Progr. de scylla et charybdi philosophia. Rinteln 1727.
- Diss. philol. eruensœ verum Paulini oraculi sensum de apokaradoxiai tēs ktiseōs ad Rom. VIII, 19. Rinteln 1729 (digitale-sammlungen.de).
- Diss. inaug. de idololatria devotis nonnunquam precibus innocue adjuncta. Rinteln1731 (digitale-sammlungen.de).
- Progr. de caussis entusiasmi poetici. Rinteln 1732
- Dav. Derodons widerlegter Atheismus. Lemgo 1733 (digitale-sammlungen.de).
- Joh. Coleri Wahrheit der Auferstehung Jesu Christi, wider B. de Spinoza und seine Anhänger vertheidiget, nebst einer genauen Lebensbeschreibung Spinoza, aus dem Holländ. Original und der Französ. Uebersetzung verdeutscht; mit Anmerkungen. Lemgo 1734 (digitale.bibliothek.uni-halle.de).
- Luctus Academiae Hasso – Schauenburgicae quo – ex hac vita discessum prosequebatur – Joh. Frid. de Stain. Consil status intimi Hass. Rinteln 1735.
- Planctus Academiae Hasso – Schauenb. quo funus Jac. Frider. L. B. de Kettler – Hass. Consil. intimi – prosequebatur. Rinteln 1736.
- Alciphron, ou le petit Philosophe, d. i. Schutzschrift für die Warheit der Christlichen Religion, wider die sogenannten starken Geister aus dem französ. verdeutscht; mit einer Vorrede: ob man die Mathematische Lehrart mit Vortheil in die Theologie einführen könne? Lemgo 1737
- Exerc. philos. de innocentia Dei circa lapsum primorum parentum. Rinteln 1737 (digitale-sammlungen.de).
- Elegi Academiae Hasso Schaumburgicae quibus Ulricae Eleonorae, Suecorum etc. Reginae beatissima morte deponenti supremum honorem testatur. Rinteln 1742.
- Progr. Prolvsione de eo quod nimium et parum est circa parallelismum cum veteris ecclesiae haereticis instituendum. Rinteln 1744 (digitale-sammlungen.de).
- Vita D. Euricii Cordi Simeshusii Hassi: artis salutaris dum viveret cum filio Valerio, reformatoris strenui et poetae prorsus eximii. Rinteln 1744 (digitale-sammlungen.de).
- Progr. anne viros decaet sacros coluisse poesin? Rinteln 1747.